# اتحاد جاراغوا الرياضي
اتحاد جاراغوا الرياضي (بالإنجليزية: Associação Desportiva Jaraguá)‏ هو نادي برازيلي لكرة الصالات من خاراغوا دو سول، سانتا كاتارينا. تأسس في 15 فبراير 1992، وهو من أنجح الأندية الرياضية في البرازيل.